# Сопель (Лодзинське воєводство)
Сопель (пол. Sopel) — село в Польщі, у гміні Верушув Верушовського повіту Лодзинського воєводства.
У 1975-1998 роках село належало до Каліського воєводства.